# Frank-Jürgen Richter
 (mai 2023).
La mise en forme du texte ne suit pas les recommandations de Wikipédia : il faut le « wikifier ».
Les points d'amélioration suivants sont les cas les plus fréquents. Le détail des points à revoir est peut-être précisé sur la page de discussion.
- Les titres sont pré-formatés par le logiciel. Ils ne sont ni en capitales, ni en gras.
- Le texte ne doit pas être écrit en capitales (les noms de famille non plus), ni en gras, ni en italique, ni en « petit »…
- Le gras n'est utilisé que pour surligner le titre de l'article dans l'introduction, une seule fois.
- L'italique est rarement utilisé : mots en langue étrangère, titres d'œuvres, noms de bateaux, etc.
- Les citations ne sont pas en italique mais en corps de texte normal. Elles sont entourées par des guillemets français : « et ».
- Les listes à puces sont à éviter, des paragraphes rédigés étant largement préférés. Les tableaux sont à réserver à la présentation de données structurées (résultats, etc.).
- Les appels de note de bas de page (petits chiffres en exposant, introduits par l'outil «  Source ») sont à placer entre la fin de phrase et le point final[comme ça].
- Les liens internes (vers d'autres articles de Wikipédia) sont à choisir avec parcimonie. Créez des liens vers des articles approfondissant le sujet. Les termes génériques sans rapport avec le sujet sont à éviter, ainsi que les répétitions de liens vers un même terme.
- Les liens externes sont à placer uniquement dans une section « Liens externes », à la fin de l'article. Ces liens sont à choisir avec parcimonie suivant les règles définies. Si un lien sert de source à l'article, son insertion dans le texte est à faire par les notes de bas de page.
- La présentation des références doit suivre les conventions bibliographiques. Il est recommandé d'utiliser les modèles {{Ouvrage}}, {{Chapitre}}, {{Article}}, {{Lien web}} et/ou {{Bibliographie}}. Le mode d'édition visuel peut mettre en forme automatiquement les références.
- Insérer une infobox (cadre d'informations à droite) n'est pas obligatoire pour parachever la mise en page.

Pour une aide détaillée, merci de consulter Aide:Wikification.
Si vous pensez que ces points ont été résolus, vous pouvez retirer ce bandeau et améliorer la mise en forme d'un autre article.
Frank-Jürgen Richter (né en 1967) est un entrepreneur, conseiller économique et commentateur allemand. Il est surtout connu comme président d'Horasis et fondateur du Horasis Global Meeting, ainsi que comme ancien directeur du Forum Économique Mondial.

## Jeunesse
Après avoir obtenu un diplôme en génie industriel de l'Université de Karlsruhe (qui fait aujourd'hui partie de l'Institut de technologie de Karlsruhe) et effectué des séjours universitaires en France et au Mexique, il a poursuivi ses études de doctorat à l'Université de Tsukuba et a obtenu son diplôme de doctorat à l'Université de Stuttgart.
De 1996 à 2000, Frank-Jürgen Richter a vécu et travaillé en Asie où il a développé et géré les opérations asiatiques d'une multinationale européenne, avant de devenir directeur du Forum Économique Mondial de 2001 à 2004. À la suite de l'incorporation d'Horasis en 2005, il voyage souvent à l'étranger, fait de la recherche et des commentaires, et dirige les réunions d'affaires annuelles.

## Carrière
En 2005, Frank-Jürgen Richter a fondé Horasis, un groupe de réflexion indépendant sur des sujets liés à l'économie mondiale. II travaille avec des hommes d'affaires, des politiciens et des intellectuels,,,. Il conseille les gouvernements et les organisations du secteur privé sur des questions telles que la mondialisation, le commerce et le développement durable,.
Frank-Jürgen Richter est membre du conseil consultatif sur le leadership d'impact de l'Université de Cambridge et de la Cheung Kong Graduate School of Business.

### Publications
Frank-Jürgen Richter donne souvent des conférences,. Il est l'auteur et l'éditeur de 37 livres et de nombreux articles sur la stratégie mondiale et les affaires asiatiques,,,,, couvrant des sujets tels que l'environnement des affaires en Asie et la façon dont les entreprises asiatiques se sont remises de la crise asiatique de 1998. Ses écrits ont été publiés dans la presse financière et régionale, notamment dans le New York Times.
Il s'est adressé aux auditoires de la Brookings Institution, de l'Université de Harvard, de l'Université de Pékin, de l'École supérieure d'économie de l'Université nationale de recherche de Moscou, de l'Institut royal des affaires internationales ainsi qu'à plusieurs évènements organisés par des entreprises. Il a été interviewé par plusieurs publications et est apparu sur CNN, BBC, CNBC, CCTV (China Central Television) ainsi que sur The Voice of America (VOA),,.

## Récompenses
En 2016, Frank-Jürgen Richter a reçu le Harish Mahindra Memorial Global Award for Outstanding Contributions to the Global Economy de la Priyadarshini Academy,,.